# Josep Garcia Cugat
José Garcia Cugat (l'Aldea, 15 d'octubre de 1924 - Polinyà, 16 de desembre de 1990) fou un cirurgià ortopeda i traumatòleg, fundador i primer president de l'Associació Espanyola d'Artroscòpia, especialista en medicina esportiva.
L'any 1982 va fundar l'Associació Espanyola d'Artroscòpia, organització de la que va ser el primer president recolzat pel seu gendre, el Dr. Ramon Cugat Bertomeu, pioner en la cirurgia artroscópica a l'Estat Espanyol. Metge Traumatòleg en la Delegació Regional Catalana de la Mutualitat de Futbolistes Espanyols formant part de l'equip "Cabot García Cugat". Metge traumatòleg i Ortopeda a la Mútua Patronal Muntanyesa - Delegació de Catalunya, on va exercir com a Cap del Servei de Traumatologia i Ortopèdia fins a desembre de 1986. L'any 2007 es crea la Fundació García Cugat que porta el seu nom com a homenatge.